# Timbres de France 2003
Cet article recense les timbres de France émis en 2003 par La Poste.

## Généralités

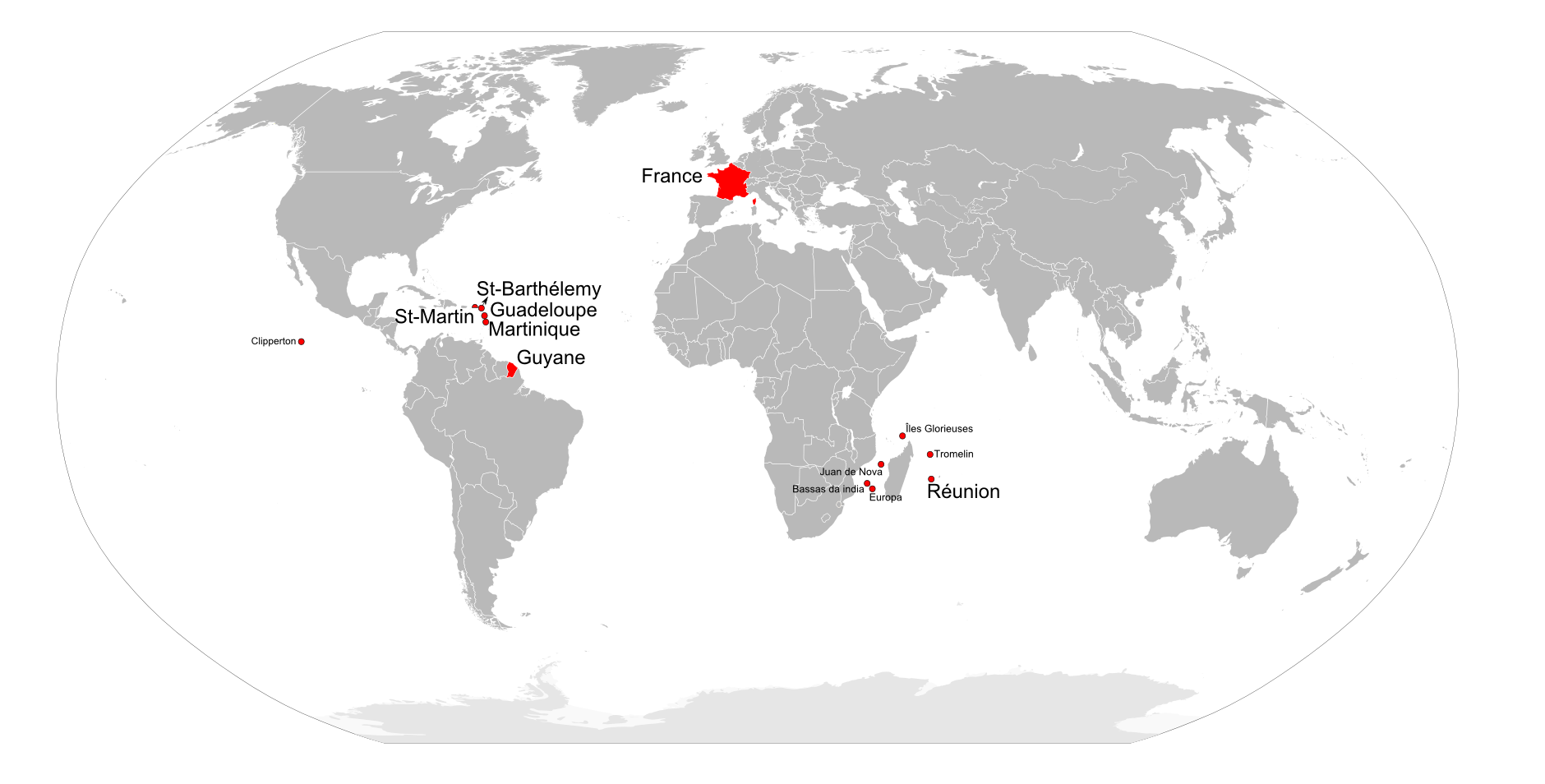
Lieu d'utilisation des timbres de France. Pour les territoires inhabités, l'utilisation est théorique, mais possible par les missions militaires et scientifiques.

Les timbres portent les mentions « RF La Poste 2003 » (RF pour République française), en contradiction avec les règles de l'Union postale universelle qui recommandent l'écriture en entier du nom du pays, en alphabet latin.
La valeur faciale est libellée en euros (€).
Les timbres de France sont en usage en France métropolitaine, en Corse et dans les quatre départements d'outre-mer (Guadeloupe, Guyane, Martinique et Réunion).
Le programme philatélique de France pour 2003 a été fixé par des arrêtés du ministère de l'Industrie et appliqué par le Service national du timbre-poste et de la philatélie (SNTP). Les timbres sont imprimés par l'Imprimerie des timbres-poste et valeurs fiduciaires, près de Périgueux, qui est signifié sur les timbres par le sigle ITVF imprimé en dessous de l'illustration. Les arrêtés fixant le programme 2003 sont :
- l'arrêté du 19 février 2002 (1re partie),
- l'arrêté du 18 juillet 2002 (2e partie),
- l'arrêté du 24 janvier 2003 (complément).

Deux nouvelles séries régulières sont inaugurées : Portraits de régions au rythme de deux blocs par an et Jardins de France une fois par an.

### Tarifs
Voici les tarifs qui pouvaient être réalisés avec un seul timbre émis en 2003. S'il est fait mention de deux valeurs, la deuxième est celle appliquée à partir du changement de tarif du 1er juin 2003. Jusqu'à cette date, ce sont les tarifs convertis en euros du 1er janvier 2002 qui s'appliquent.
Tarifs intérieurs :
- 0,41 € (puis 0,45 €) : écopli de moins de 20 grammes
- 0,46 €, puis 0,50 € : lettre de moins de 20 grammes
- 0,69 €, puis 0,75 € : lettre de 20 à 50 grammes

Timbres au tarif du 1er juin 2003 :
- 0,58 € (Marianne) : écopli de 20 à 50 grammes
- 0,70 € (Marianne) : écopli de 50 à 100 grammes
- 1,11 € : lettre de 50 à 100 grammes
- 1,90 € : lettre de plus de 100 grammes

Tarifs vers l'étranger :
Les changements de tarifs du 1er juin 2003 modifient les zones de tarification, qui passent de six portant un numéro à trois avec une lettre. La zone A correspond à l'Europe de l'Ouest, la zone B avec l'Europe de l'Est et l'Afrique, et la zone C pour l'Amérique, l'Asie et l'Océanie. Tous les timbres permettant ces tarifs sont émis après le 1er juin.
- 0,90 € : lettre de moins de 20 grammes vers la zone C
- 1,90 € : écopli de moins de 100 grammes vers la zone C
- 3,00 € (bloc Personnages célèbres) : écopli de 200 à 300 grammes vers la zone A
- 3,80 € (bloc Jardins de France) : écopli de 200 à 300 grammes vers la zone C
- 5 € (Blocs Portraits régions et Tour de France) : écopli de 500 à 600 grammes vers la zone A

### Ventes
Les cinq timbres de feuille les plus vendus émis en 2003 sont (sans tenir compte des blocs et carnets, d'après chiffres de vente connus au moment de l'édition 2005-2006 du catalogue Dallay) :
- 0,46 € + 0,09 € Lucky Luke : 10,4 millions d'exemplaires
- 0,41 € Colibri à tête bleue : 10,135 millions
- 0,50 € Émission conjointe avec l'Inde : 9,373 millions
- 0,50 € Europa Art de l'affiche : 8,57 millions
- 0,50 € Charte des droits fondamentaux de l'UE : 8,41 millions

Pour les timbres de 0,46 € et 0,50 € (lettre simple pour la France et une partie de l'Europe), les premiers sont pénalisés par le changement de tarif en cours d'année : 6 dépassent trois millions d'exemplaires vendus, 3 quatre millions, un cinq millions et un six millions. Seul le timbre Fête du timbre sort du lot, grâce à la popularité habituelle de cette émission (16,9 millions de timbres si on ajoute ces timbres avec ceux du carnet et du bloc). Un seul timbre de 0,50 € a été vendu à moins de 4 millions d'unités, 10 dépassent quatre millions, 2 six millions et les six timbres de la série Personnages célèbres dépassent tous les sept millions vendus.
Pour les timbres aux valeurs supérieures, sur sept timbres, les chiffres de vente varient de 3,7 à 4,2 millions d'exemplaires.
Les timbres émis en carnets peuvent dépasser ces chiffres : plus de 26 millions de timbres « Vacances » vendus en carnets de dix ont ainsi été vendus, soit plus de 30 millions ajoutés à ceux de feuilles. Si on ajoute les ventes du bloc « Destinées romanesques » avec celles des six timbres de feuille, ce sont plus de 50 millions d'exemplaires vendus pour cette série thématique.

#### Chiffres
0,41 €
- Nature de France colibri à tête bleue : 10 135 000 (8 mois)

0,46 €
- Merci : 4 816 000 (15 mois)
- Naissance : 4 726 000 (15 mois)
- Saint-Valentin cœurs : 5 327 000 (15 mois)
- 40e traité sur la coopération franco-allemand : 3 185 000 (9 mois)
- 40 ans d'aménagement du territoire : 3 660 000 (8 mois)
- Geneviève de Gaulle-Anthonioz : 3 400 000 (8 mois)
- Chambre de commerce et d'industrie de Paris : 3 260 000 (9 mois)
- Fête du timbre Lucky Luke : 10 400 000 (8 mois)
- Nature de France colibri : 4 530 000 (8 mois)
- Nature de France toucan : 6 300 000 (8 mois)
- Nantes : 3 850 000 (8 mois)
- Pierre Bérégovoy : 3 034 000 (7 mois)

0,50 €
- Milan Rastilav Stefanik : 3 865 000 (12 mois)
- Charte des droits fondamentaux de l'Union européenne : 8 410 000 (8 mois)
- Europa Art de l'affiche : 8 570 000 (8 mois)
- Porte-avions Charles de Gaulle : 4 940 000 (8 mois)
- Anniversaire : 6 968 000 (13 mois)
- Mulhouse : 4 772 600 (11 mois)
- Vacances (feuille) : 4 459 000 (13 mois)
- Notre-Dame de l'Épine : 4 450 000 (10 mois)
- Tulle : 4 700 000 (10 mois)
- La franc-maçonnerie française : 4 350 000 (10 mois)
- Église de Saint-Père-sous-Vézelay : 4 680 000 (9 mois)
- Championnats du monde d'athlétisme : 6 470 000 (9 mois)
- Personnages célèbres Esméralda : 7 754 000 (12 mois)
- Personnages célèbres Gavroche : 7 604 500 (12 mois)
- Personnages célèbres Claudine : 7 595 400 (12 mois)
- Personnages célèbres comte de Monte Cristo : 7 352 000 (12 mois)
- Personnages célèbres Nana : 7 162 400 (12 mois)
- Personnages célèbres Vidocq : 7 073 000 (12 mois)
- Ahlad Shah Massoud : 4 363 000 (9 mois)
- Pontarlier : 4 542 000 (8 mois)
- France-Inde : 9 373 550 (12 mois)
- Queen Mary 2 : 4 651 000 (10 mois)

0,69 €
- Saint-Valentin roses : 5 102 000 (15 mois)
- Nature de France terpsiphone de Bourbon : 5 500 000 (8 mois)

0,75 €
- Esclaves de Michel-Ange : 5 940 000 (8 mois)
- La Bouée rouge de Paul Signac : 5 700 000 (9 mois)

0,90 €
- France-Inde : 3 775 169 (12 mois)

1,11 €
- Vasilly Kandisky : 4 240 000 (9 mois)
- Andy Warhol : 3 765 000 (11 mois)

Bloc :
- Saint-Valentin (5 t.) : ? (18 mois)
- Fête du timbre Lucky Luke avec surtaxe (1 t.) : 883 000 (10 mois)
- Nature de France (4 t.) : ? (28 mois)
- Portraits de régions – La France à vivre (10 t.) : ? (toujours en vente)
- Anniversaire (5 t.) : ? (24 mois)
- Tour de France (10 t.) : 2 088 239 timbres (ou carnets ?, la formulation dans Timbres magazine était peu claire) (? mois)
- Personnages célèbres (6 t.) : 987 600 (14 mois)

Carnet :
- Fête du timbre Lucky Luke (7 t.) : 803 000 (10 mois)
- Vacances (10 t.) : 2 620 400 (13 mois)

## Légende
Pour chaque timbre, le texte rapporte les informations suivantes :
- date d'émission, valeur faciale et description,
- formes de vente,
- artistes concepteurs et genèse du projet,
- manifestation premier jour,
- date de retrait, tirage et chiffres de vente,

ainsi que les informations utiles pour une émission donnée.

## Janvier

### Merci et Naissance
Le 13 janvier, sont émis deux timbres d'annonce de 0,46 € « Merci » et « Naissance ». Le premier rappelle un collage qui compose le mot « MERCI » et un visage souriant couronné d'une feuille d'arbre. Le second  est le profil en orange d'un bébé à quatre pattes sur un fond bleu.
« Merci » est créé par Martine Bourre et le timbre est mis en page par Patte & Besset. « Naissance » est signé Keith Haring et le timbre est mis en page par Valérie Besser. Les deux timbres de 4 × 2,55 cm sont imprimés en héliogravure en feuille de cinquante exemplaires.
Retirés de la vente le 9 avril 2004, ils ont été vendus à plus 4,8 millions d'exemplaires pour « Merci » et 4,7 millions pour « Naissance ».

### Saint-Valentin: Torrente
Le 13 janvier, sont émis deux timbres de 0,46 € et 0,69 € et un bloc illustré de cinq timbres de 0,46 € pour la Saint-Valentin. Les deux timbres sont en forme de cœur, découpés dans un carré pour les timbres de feuille. Le 0,46 € représente quatre cœurs posés comme les pétales d'une fleur. Le 0,69 € porte, comme le précédent, la signature autographe de Torrente se finissant dans un bouquet de trois roses. Le bloc voit cinq timbres de 0,46 € formés un cercle autour du dessin d'un modèle habillé du même rouge que les cœurs des timbres.
Les deux timbres sont conçus par Torrente et mis en page par Bruno Ghiringhelli. Ces cœurs inscrits dans un carré de 3,8 cm sont imprimés en héliogravure en feuille de trente exemplaires.
Les timbres retirés de la vente le 9 avril 2004 et ont été vendus à plus de 5,3 millions d'exemplaires pour le 0,46 € et environ 5,1 millions pour le 0,69 €. Le bloc est vendu jusqu'au 24 juin 2005.

### 40eanniversairedu traité sur la coopération franco-allemande 1963-2003
Le 22 janvier, dans le cadre d'une émission conjointe avec l'Allemagne, est émis un timbre de 0,46 € pour le 40e anniversaire du traité sur la coopération franco-allemande du 22 janvier 1963, signé par le chancelier Konrad Adenauer et le président Charles de Gaulle. Le timbre porte cette mention d'anniversaire également en allemand : 40 Jahre Vertrag über die deutsch-französische Zusammenarbeit. L'illustration est le visage d'une jeune femme floutée et en nuances de gris ; sur ses joues, et en couleurs, se trouvent maquillés les drapeaux des deux États.
Le timbre carré de 3,8 cm est dessiné par Corrina Rogger. Il est imprimé en héliogravure en feuille de trente unités.
Retiré de la vente le 12 septembre 2003, environ 3 185 000 exemplaires ont été achetés.
Le timbre allemand de 0,55 € est illustré d'un dessin de Tomi Ungerer : deux arches de ponts (une française, une allemande) se sont suffisamment rapproché l'une de l'autre pour former un pont au-dessus d'un précipice.

## Février

### 1963-2003: 40 ans d'aménagement du territoire
Le 10 février, est émis un timbre commémoratif de 0,46 € pour le 40e anniversaire de la politique d'aménagement du territoire en France, lié à la Délégation à l'aménagement du territoire et à l'action régionale (DATAR) créée en 1963 et depuis 2005 remplacée par la DIACT. Le timbre porte sur sa partie droite une carte de France et des pays voisins, avec les réseaux urbains mis en valeur.
Dessiné par Anne Bailly, le timbre est mis en page par Sylvie Patte et Tanguy Besset pour une impression en héliogravure en feuille de cinquante.
Retiré de la vente le 12 septembre 2003, le timbre s'est vendu à environ 3,66 millions d'exemplaires.

### Geneviève de Gaulle Anthonioz 1920-2002
Le 12 février, est émis un timbre de 0,46 € en hommage à Geneviève de Gaulle, épouse de l'éditeur et résistant Bernard Anthonioz, morte un an plus tôt. Elle a été résistante pendant la Seconde Guerre mondiale et présidente de l'association ATD Quart Monde pendant 37 ans. C'est un portrait crayonné qui a servi pour illustrer le timbre, sur lequel « Geneviève de Gaulle Anthonioz » est typographié sans tiret.
Le dessin est l'œuvre de François-Marie Anthonioz, mis en page par Jean-Paul Cousin. Le timbre est imprimé en héliogravure en feuille de cinquante unités.
Il est retiré de la vente le 12 septembre 2003. Il a été vendu à environ 3,4 millions d'exemplaires.

### 1803-2003: Chambre de commerce et d'industrie de Paris
Le 24 février, pour son bicentenaire, est émis un timbre de 0,46 € sur la Chambre de commerce et d'industrie de Paris, compétente dans la ville de Paris et les départements des Hauts-de-Seine, de Seine-Saint-Denis et du Val-de-Marne. Sur fond jaune, des personnages multicolores forment une tour Eiffel.
L'illustration est une création de Bleuenn Maisonneuve. Le timbre est imprimé en héliogravure et conditionné en feuille de quarante.
Il est retiré de la vente le 10 octobre 2003 après que 3,26 millions d'exemplaires ont été écoulés.

## Mars

### Fête du timbre: Lucky Luke
Le 17 mars, à l'occasion de la Fête du timbre, sont émis un timbre de 0,46 €, un carnet le reprenant se-tenant avec un timbre de 0,46 € + 0,09 €, et un feuillet d'un timbre au type du 0,46 € + 0,09 €. Le héros de bande dessinée choisi est Lucky Luke : effectuant un numéro de funambulisme avec son cheval hilare Jolly Jumper sur le 0,46 € et chevauchant accompagné par Rantanplan sur le timbre à surtaxe au profit de la Croix-Rouge française. La chevauchée est mise en scène sur un feuillet : dans le far west, les Dalton marchent dans leur tenue de prisonnier, suivis par leur mère.
Les illustrations sont issues de l'œuvre de Morris et mises en page par Bruno Ghiringhelli. Les timbres sont imprimés en héliogravure, en feuille de quarante exemplaires pour le 0,46 €.
Le timbre de feuille à 0,46 € est retiré de la vente le 10 octobre 2003 après la vente de plus de 10 millions de timbres, et le 12 décembre 2003 pour le carnet et le feuillet (écoulés à plus de 800 000 unités chacun).

### Nature de France: oiseaux d'outre-mer
Le 24 mars, dans la série annuelle Nature de France, sont émis quatre timbres et un bloc les mettant en scène sur quatre espèces d'oiseaux des territoires français d'outre-mer. Le colibri à tête bleue (Cyanophaia bicolor) pour le 0,41 €, le colibri grenat (Eulampis jugularis) et le toucan ariel (Ramphastos vitellinus) pour les deux figurines à 0,46 €, et le terpsiphone de Bourbon (Terpsiphone bourbonnensis), de la Réunion, sur le 0,69 €. Le bloc illustré les replace dans un dessin de végétation tropicale, l'horizon de l'océan visible en arrière-plan.
Les timbres et le bloc sont dessinés par René Mettler pour une impression en héliogravure. Les timbres sont conditionnés en feuille de quarante unités..
Les timbres sont retirés de la vente le 10 octobre 2003 et le bloc le 24 juin 2005. Le chiffre de vente des timbres varie principalement à cause de leur valeur d'usage : plus de 10 millions d'exemplaires pour le 0,41 € (écopli moins de 20 grammes), plus de 6 millions pour le toucan et de 4,5 millions pour le second colibri à 0,46 € (lettre moins de 20 grammes) et environ 5,5 millions pour le 0,69 € (lettre de 20 à 50 grammes).

## Avril

### Nantes, Loire-Atlantique

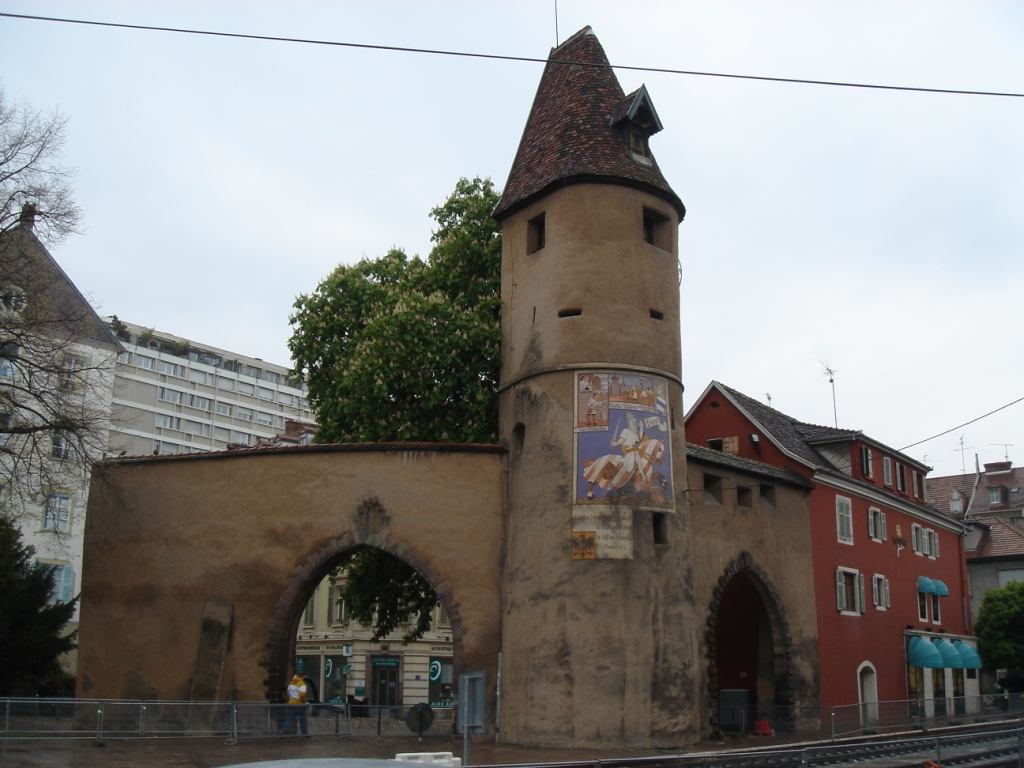
Le Bollwerk.

Le 7 avril, est émis un timbre touristique de 0,46 € sur la ville de Nantes, en Loire-Atlantique. L'illustration place côte à côte une rame Adtranz du tramway mis en service en 1985 et la tour restaurée de la biscuiterie LU, dessinée par l'architecte Auguste Bluysen.
Le timbre est dessiné et gravé par Claude Jumelet pour une impression en taille-douce en feuille de quarante.
Le retrait de la vente a lieu le 7 novembre 2003 après la vente d'environ 3,8 millions d'exemplaires.

## Mai

### Pierre Bérégovoy 1925-1993
Le 2 mai, est émis un timbre commémoratif de 0,46 € pour le dixième anniversaire de la mort de l'ancien Premier ministre socialiste Pierre Bérégovoy.
Le portrait est dessiné et gravé par Ève Luquet, d'après une photographie fournie par la famille. Imprimé en taille-douce, le timbre est conditionné en feuille de cinquante exemplaires.
Il est retiré de la vente le 7 novembre 2003 et a été vendu à un peu plus de 3 millions d'exemplaires.

### Milan Rastislav Štefánik 1880-1919

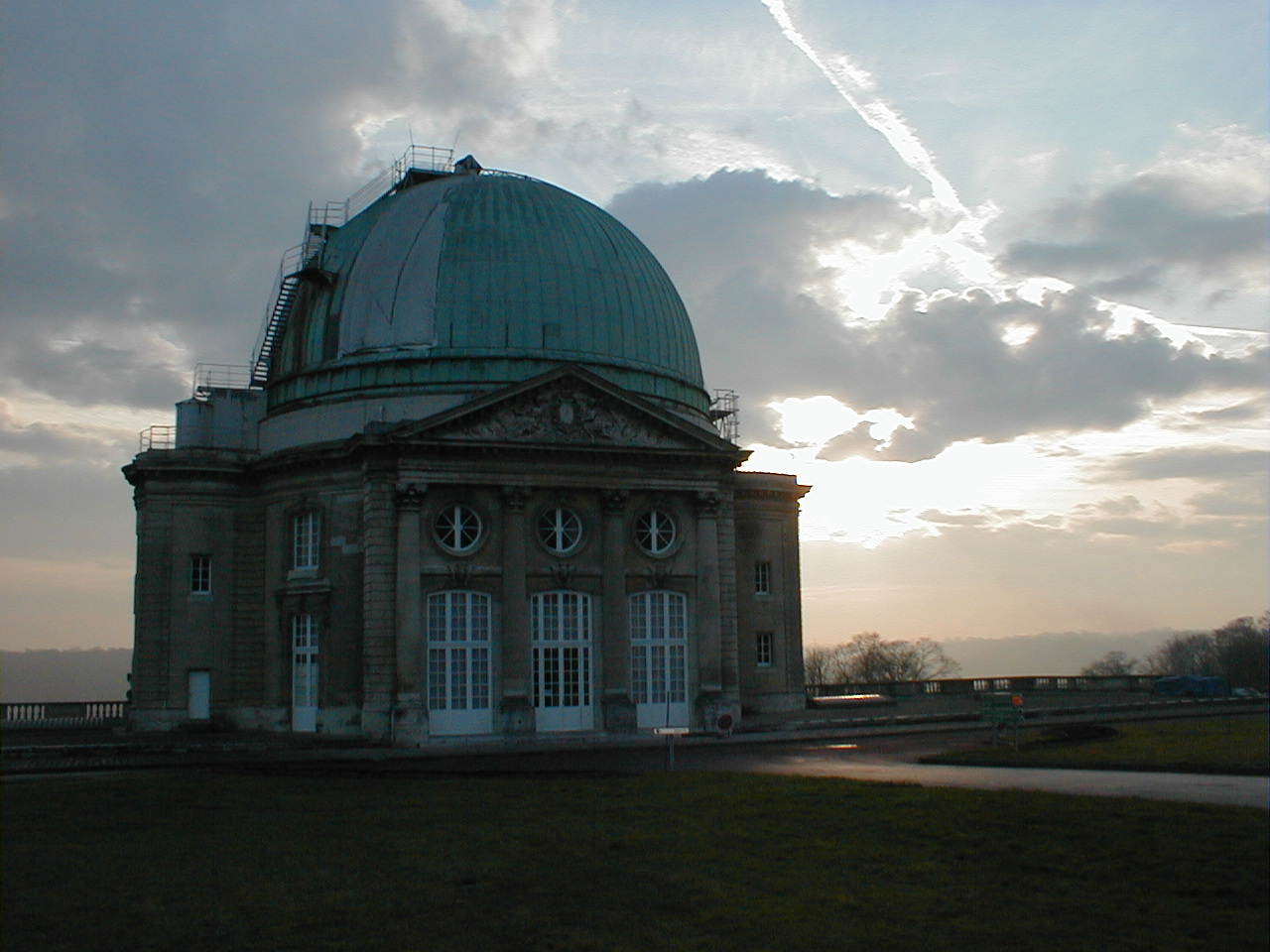
L'observatoire de Meudon où Štefánik a été l'assistant du professeur Janssen.

Le 5 mai, dans le cadre d'une émission conjointe avec la Slovaquie, est émis un timbre de 0,50 € en hommage au général Milan Rastislav Štefánik, scientifique slovaque naturalisé français, qui s'engagea dans l'armée de l'air pendant la Première Guerre mondiale. Représenté dans sa tenue de général, il est placé devant l'observatoire de Meudon où il travailla dans les premières années du XXe siècle.
Il s'agit du premier timbre portant le nouveau tarif de la lettre de moins de 20 grammes, prévu par le changement de tarif du 1er juin 2006.
Le timbre est dessiné par Josef Balaz et Martin Cinovsky et gravé par Claude Jumelet. Imprimé en taille-douce, il est conditionné en feuille de quarante.
Il est retiré de la vente le 7 mai 2004 et est vendu à plus de 3,8 millions d'exemplaires.
Le timbre slovaque de 14 couronnes est identique au timbre français et émis le 3 mai, soit le même jour que la manifestation premier jour française.

### Charte des droits fondamentaux de l'Union européenne
Le 9 mai, est émis un timbre de 0,50 € sur la Charte des droits fondamentaux adoptée par les États membres de l'Union européenne le 7 décembre 2000. L'illustration montre la silhouette blanche d'un individu debout devant un ciel nocturne. Sa silhouette se reflète sur un fond blanc sous la forme d'un personnage ailé de la même couleur et des mêmes motifs nocturnes que le ciel du haut du timbre.
Le dessin est de Nicolas Vial, mis en page par l'atelier Didier Thimonier. Le timbre est imprimé en héliogravure en feuille de quarante exemplaires.
Il est retiré de la vente le 12 décembre 2003 et a été vendu à plus de 8,4 millions d'exemplaires.

### Europa: l'art de l'affiche
Le 12 mai, dans le cadre de l'émission Europa, est émis un timbre de 0,50 € sur le thème annule commun « l'art de l'affiche ». Il a été choisi une affiche de Raymond Savignac montrant un personnage habillé de bleu dansant avec une vache anthropomorphe.
L'affiche de Raymond Savignac est mise en page par l'atelier Didier Thimonier pour une impression en héliogravure en feuille de quarante unités.
Après avoir été vendu à plus de 8,5 millions d'exemplaires, le timbre est retiré de la vente le 12 décembre 2003.

### Porte-avionsCharles de Gaulle
Le 12 mai, est émis un timbre de 0,50 € pour la mise en service du porte-avions Charles de Gaulle. Dans un ciel bleuté et orangé, le navire est vu de phase, un jet venant d'en décoller.
Le timbre est dessiné par Pierre Courtois et gravé par Pierre Forget pour une impression en taille-douce. Il est conditionné en feuille de quarante exemplaires.
Le timbre est retiré de la vente le 12 décembre 2003 et a été vendu à plus de 4,9 millions d'exemplaires.

### Michel-Ange 1475-1564,Esclaves

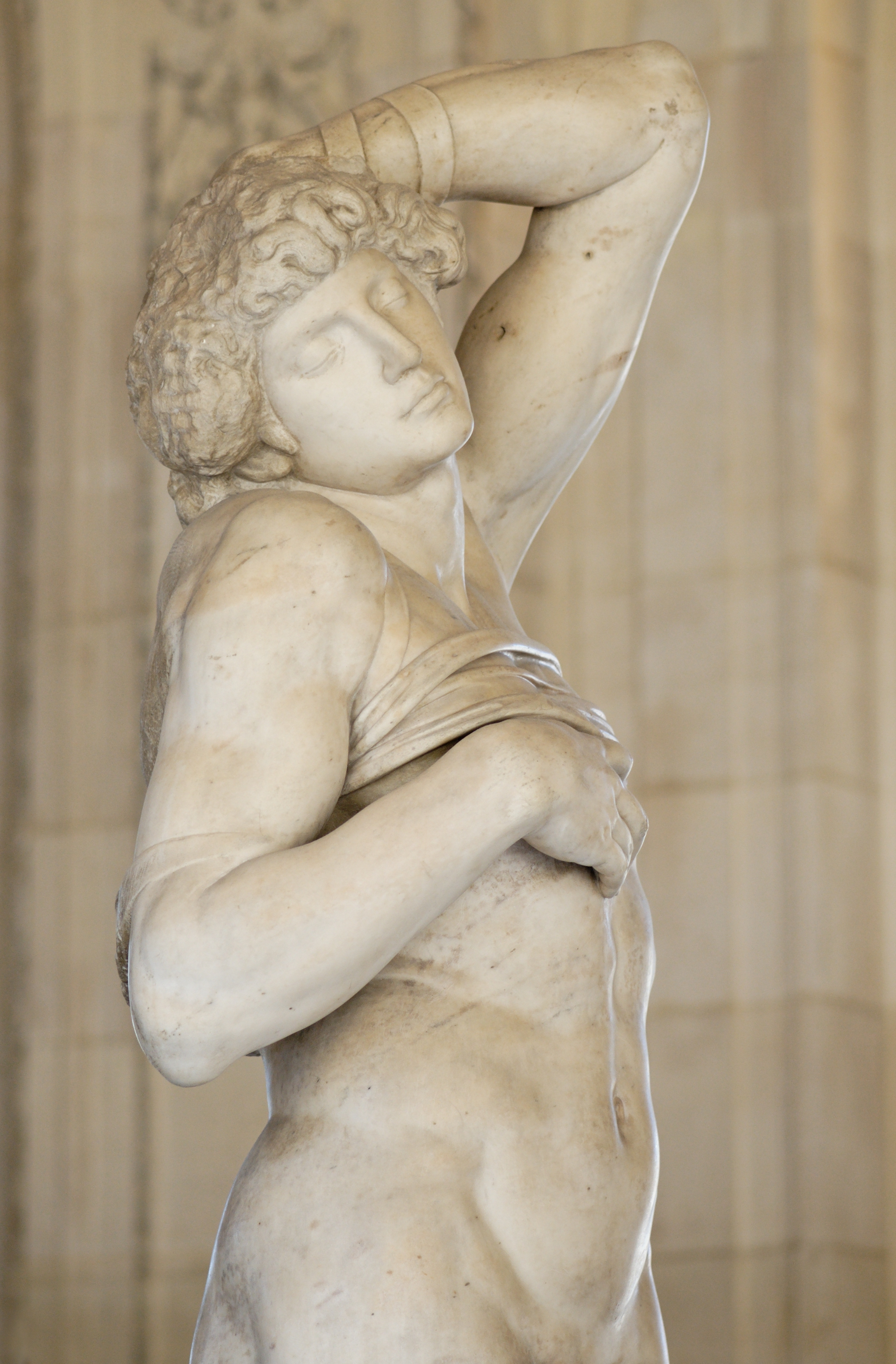
Esclave mourant vue sous un autre angle que celui du timbre.

Le 26 mai, est émis un timbre artistique de 0,75 € représentant deux statues de Michel-Ange conservées au musée du Louvre : l'Esclave rebelle captif sur la partie gauche et Esclave mourant à droite.
La représentation de ces sculptures est réalisée et gravée par Martin Mörck. Le timbre est imprimé en taille-douce, en feuille de trente.
Retiré de la vente le 12 décembre 2003, le timbre s'est vendu à plus de 5,9 millions d'exemplaires.

### Portraits de régions: la France à vivre
Le 26 mai, est émis le premier bloc-feuillet de la série Portraits de régions. Il comprend dix timbres de 0,50 € sur le thème « la France à vivre ». Sont mis en valeur à partir de photographies des plats traditionnels (le camembert, le cassoulet, la crêpe, le foie gras et les vignobles de Champagne) et des éléments du folklore français (les cabines de bain en bord de mer, le personnage de Guignol, la pêche au carrelet, la pétanque et la porcelaine).
Les photographies illustrant le feuillet et les timbres sont mis en page par Bruno Ghiringhelli pour une impression en héliogravure. Un feuillet est également inclus dans le « Carnet de voyages » publié par La Poste sur ces dix sujets.
Le bloc est retiré le 14 décembre 2007.

## Juin
Les tarifs postaux sont modifiés le 1er juin 2003. Les deux principaux tarifs intérieurs passent de 0,41 € à 0,45 € pour l'écopli de moins de 20 g et de 0,46 € à 0,50 € pour la lettre de moins de 20 g. Dès le 5 mai, les timbres commémoratifs émis portent une valeur faciale correspondant à ces tarifs.

### Anniversaire: le Marsupilami
Le 2 juin, est émis un timbre de vœu de 0,50 € et un bloc de cinq de ce type pour souhaiter un anniversaire. Le personnage de bande dessinée choisi est le Marsupilami jonglant avec le gâteau.
Le timbre de format carré est dessiné par André Franquin et mis en page par Batem pour une impression en héliogravure. Les timbres à l'unité sont imprimés en feuille de trente.
Les timbres sont retirés de la vente le 2 juin 2003 et se sont vendus à plus de 6,9 millions d'exemplaires. Le bloc de cinq est retiré le 9 juillet 2004.

### Marianne du 14 juillet
Le 2 juin, pour suivre les nouveaux tarifs postaux en vigueur depuis la veille, six timbres d'usage courant au type Marianne du 14 juillet légende « RF » sont émis aux valeurs de 0,58 € (ocre-jaune), 0,70 € (olive), 0,75 € (bleu ciel), 0,90 € (bleu-noir), 1,11 € (rose) et 1,90 € (prune).
Les timbres Marianne du 14 juillet sont dessinés par Ève Luquet et gravés par Claude Jumelet pour être imprimés en taille-douce en feuille de cent unités.
Les timbres de feuille sont retirés de la vente le 27 mai 2005, cinq mois après l'émission du nouveau type d'usage courant, Marianne des Français. Les timbres personnalisés le sont plus tard. Le 1,11 € personnalisé a connu une variété de couleur sur quelques commandes d'entreprises et de particuliers : il est imprimé en prune au lieu de rose.

### Mulhouse,76econgrèsde la FFAP
Le 10 juin, est émis un timbre touristique de 0,50 € sur Mulhouse, ville d'accueil du congrès annuel de la Fédération française des associations philatéliques (FFAP). Le timbre présente une voiture ancienne rappelant la présence du Musée national de l'automobile dans la ville, stationnée devant le Bollwerk, un vestige des anciennes fortifications.
Le timbre en taille-douce est dessiné et gravé par Pierre Albuisson. Il est imprimé en feuille de quarante exemplaires.
Retiré de la vente le 9 avril 2004, il a été vendu à environ 4,77 millions d'unités.

### Vacances
Le 16 juin, sont émis un timbre et un carnet de dix timbres autocollants, tous d'une valeur faciale de 0,50 € sur le thème des vacances. Sur le timbre de taille réduite, l'illustration montre des vacanciers allongés sur une plage.
L'illustration est tirée d'une œuvre de François Boisrond mise en page par Valérie Besser. Les feuilles de cinquante timbres et les carnets de dix sont imprimés en offset.
Feuilles et carnets sont retirés de la vente le 9 juillet 2004. Plus de 4,4 millions de timbres de feuille et plus de 2,6 millions de carnets ont été écoulés.

### Jacqueline Auriol 1917-2000

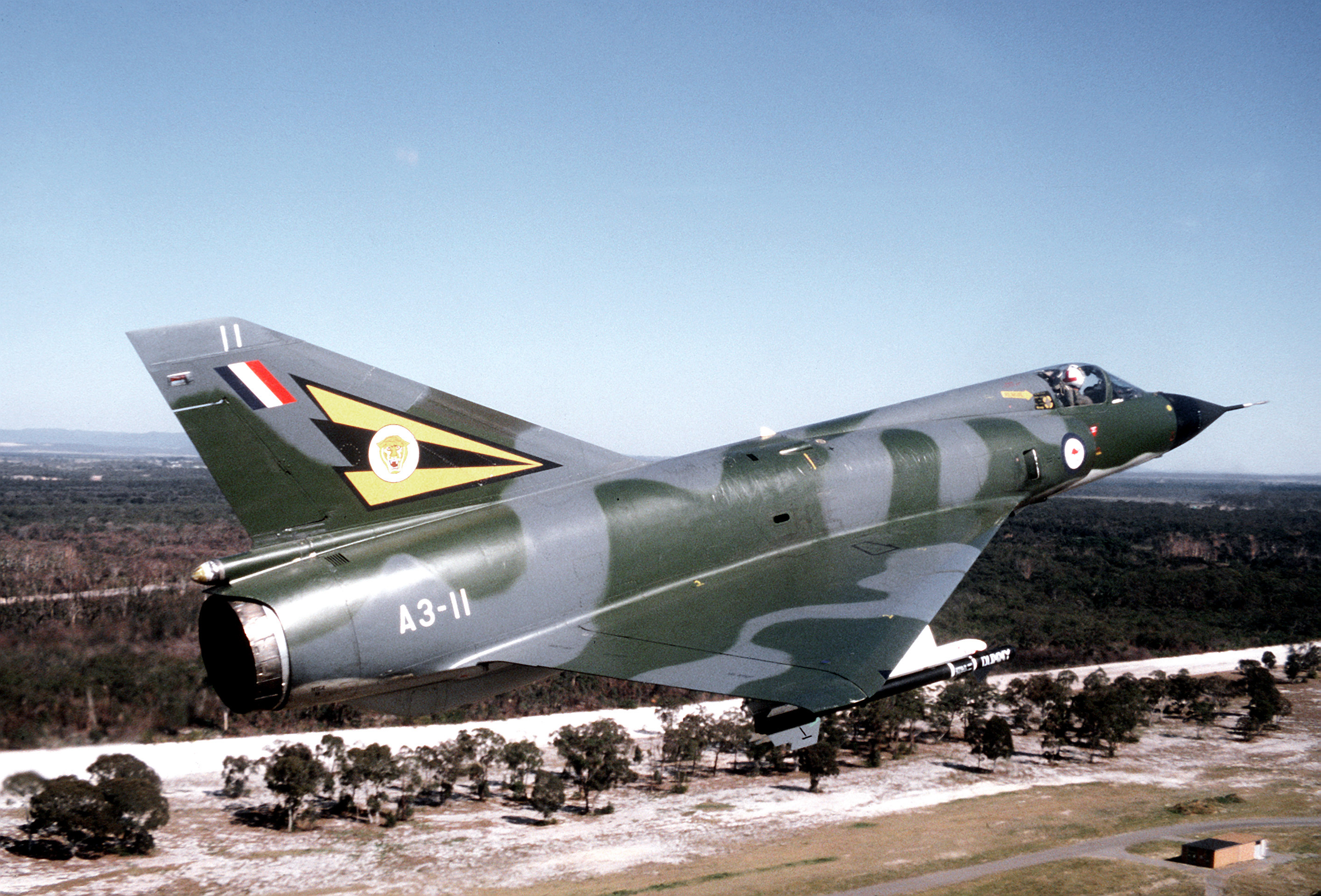
Mirage III en vol dans une position similaire à celui représenté sur le timbre.

Le 23 juin, est émis un timbre de poste aérienne de 4 € pour honorer la pilote d'essai Jacqueline Auriol, première femme à avoir franchi le mur du son. Son portrait est de la couleur du ciel représenté sur la majeure partie de l'illustration, avec un Mirage III dessiné en bas à droite.
Le timbre mesurant 5,15 × 3,1 cm est dessiné par Michel Drochon et gravé par André Lavergne. Conditionné en feuille de dix et de quarante exemplaires, il est imprimé en offset et taille-douce.

### Basilique Notre-Dame de l'Épine, Marne
Le 23 juin, est émis un timbre de 0,50 € sur la basilique Notre-Dame de l'Épine, dans le département de la Marne. La façade du bâtiment est imprimé en violet et est mise en valeur sur fond blanc et orange.
Le timbre est dessiné et gravé par Yves Beaujard. Il est imprimé en taille-douce en feuille de cinquante unités.
Vendus à environ 4,45 millions d'exemplaires, il est retiré de la vente le 12 mars 2004.

### Tulle, Corrèze
Le 23 juin, est émis un timbre touristique de 0,50 € sur la ville de Tulle en Corrèze. Le monument choisi pour représenter la ville est la cathédrale.
Le timbre est dessiné et gravé par Ève Luquet pour une impression en taille-douce en feuille de quarante.
Retiré de la vente le 12 mars 2004, environ 4,7 millions d'exemplaires ont été vendus.

### La franc-maçonnerie française 1728-2003
Le 30 juin, est émis un timbre commémoratif de 0,50 € pour le 275e anniversaire de la franc-maçonnerie française. Sur un fond clair, le timbre représente un compas et une équerre jaunes.
Le timbre est dessiné et gravé par René Quillivic. Il est imprimé en taille-douce en feuille de cinquante exemplaires.
Retiré de la vente le 12 mars 2004, il s'est vendu à environ 4,35 millions d'exemplaires.

### Le Tour de France 1903-2003
Le 30 juin, est émis un bloc de dix timbres de 0,50 € de deux types différents, et de forme hexagonales. Ils annoncent le centenaire du Tour de France cycliste. Les deux timbres hexagonaux sont illustrés d'un coureur cycliste sur fond d'une carte de France. Sur le premier type, est représenté un coureur du début du siècle pour rappeler le nom du premier vainqueur, Maurice Garin. Le second porte sur une France jaune un cycliste anonyme vêtu en bleu et noir, et levant les bras, tel le vainqueur de l'étape. Le bloc comprend quinze cases : dix timbres et cinq photographies noir et blanc, avec apparition en couleur de cinq grands vainqueurs du Tour : Jacques Anquetil, Eddy Merckx, Bernard Hinault, Miguel Indurain et Lance Armstrong. Les quatre derniers étant en vie au moment de l'émission, ils ne pouvaient être représentés sur un timbre-poste de France, selon l'habitude quasiment toujours respectée par La Poste française.
Les sept photographies sont retravaillées et mises en page par Frédéric Ruyant. Le bloc est imprimé en héliogravure.
Il s'est vendu 2 088 239 timbres, soit environ plus de 200 000 blocs.

## Juillet

### Vassily Kandinsky 1866-1944
Le 7 juillet, est émis un timbre artistique de 1,11 € reproduisant une peinture de Vassily Kandinsky.
Ce timbre a servi pour illustrer les étapes de l'impression d'un timbre dans Impressions Expressions, un livre édité par La Poste. La dernière colonne est composée d'exemplaires du timbre, quasiment semblables à celui émis, dentelés et gommés.
L'œuvre est mise en page par Michel Durand-Mégret d'après une photographie issue de la banque d'images ADAGP. Le timbre est imprimé en offset en feuille de trente exemplaires.
Il est retiré de la vente le 12 mars 2004 et a été vendu à plus de 4,2 millions d'exemplaires.

### Paul Signac 1863-1935,La Bouée rouge

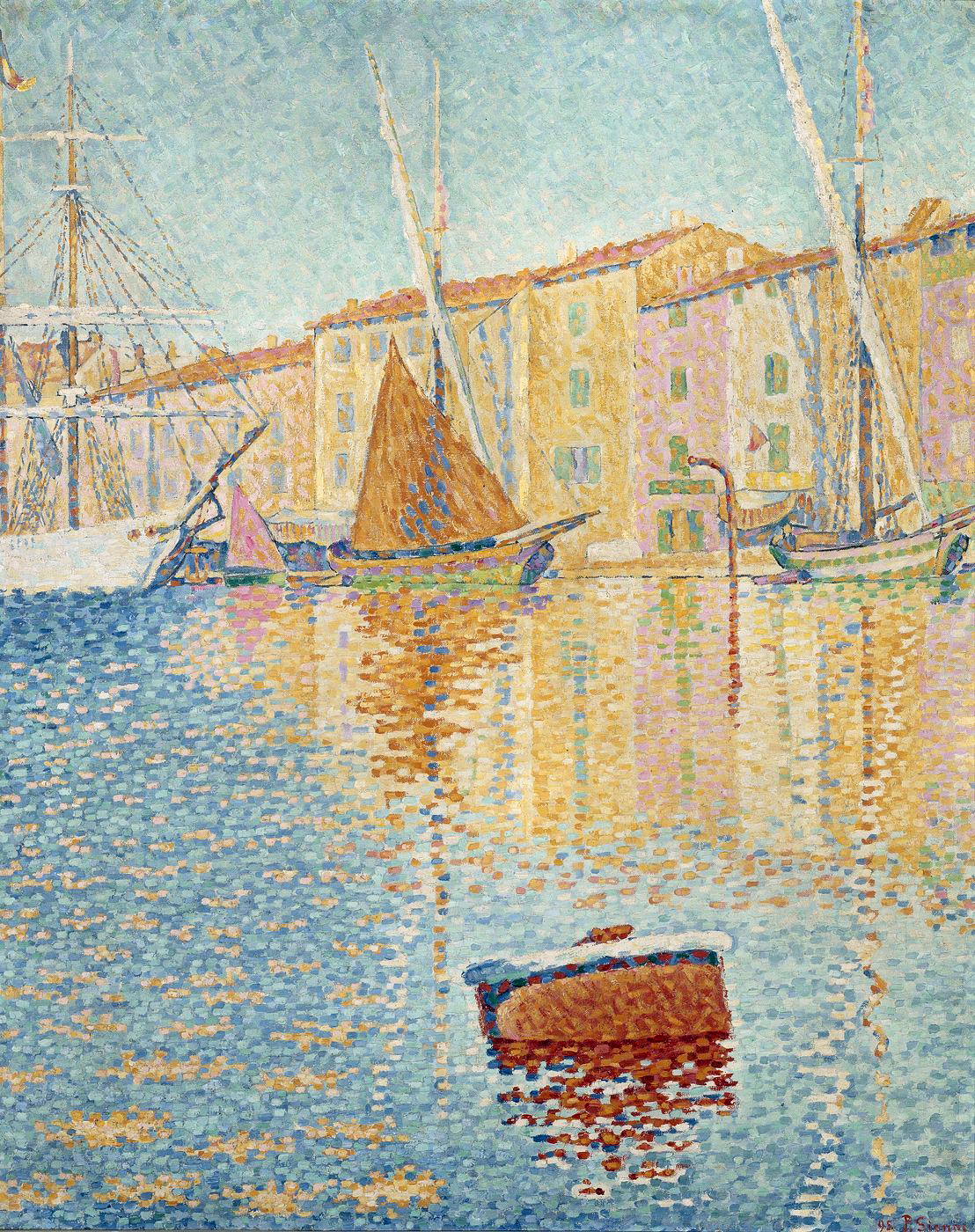
La Bouée rouge de Paul Signac.

Le 7 juillet, est émis un timbre artistique de 0,75 € reproduisant La Bouée rouge, peinture de Paul Signac de 1895. Elle est conservée au musée d'Orsay et représente un paysage du port de Saint-Tropez.
Le timbre imprimé en héliogravure est mise en page par l'atelier Didier Thimonier. Il est conditionné en feuille de trente.
Environ 5,7 millions d'exemplaires ont été vendus jusqu'au retrait le 12 mars 2004.

### Église Saint-Père-sous-Vézelay, Yonne
Le 15 juillet, est émis un timbre touristique de 0,50 € sur l'église Notre-Dame de Saint-Père, dans l'Yonne. Elle est représentée de face, avec dans le ciel, le visage d'une des sculptures féminines.
Le timbre est dessiné et gravé par Jacky Larrivière pour une impression en taille-douce en feuille de quarante unités.
Le timbre est retiré de la vente le 12 mars 2004. Environ 4,68 millions d'exemplaires ont été vendus.

### Championnats du monde d'athlétisme, Paris Saint-Denis
Le 21 juillet, est émis un timbre de 0,50 € annonçant l'organisation des championnats du monde d'athlétisme, au stade de France, à Saint-Denis, près de Paris, du 23 au 31 août 2003. Le timbre au format panoramique montre trois athlètes en action : un lanceur de javelot, une sprinteuse franchissant la ligne d'arrivée et le passage d'une barre en saut en hauteur. Les trois personnages sont imprimés dans des teintes bleues, qui met en valeur les drapeaux colorés qui colorent le ruban de la ligne d'arrivée circulant le long du timbre.
Le timbre est dessiné par Éric Fayolle pour une impression en héliogravure en feuille de trente.
Il est retiré de la vente le 12 mars 2004 et a été vendu à environ 6,47 millions d'exemplaires.

## Août

### Personnages célèbres: Destinées romanesques
Le 1er août, pour l'émission annuelle Personnages célèbres, sont émis six timbres et un bloc illustré sur des personnages fictifs issus de célèbres romans français. La série est titrée  « Destinées romanesques ». Les héros et héroïnes choisies sont : Claudine de Colette, le comte de Monte-Cristo d'Alexandre Dumas, Esméralda du Notre-Dame de Paris de Victor Hugo, Gavroche des Misérables de Hugo, Nana d'Émile Zola. Le sixième, Eugène-François Vidocq, a existé ; ce détective a inspiré plusieurs auteurs et cinéastes. Les timbres portent une valeur faciale de 0,50 €. Le bloc est vendu 4,60 € dont 1,60 € de surtaxe au profit de la Croix-Rouge française ; le fond du bloc est illustré de scènes tirées des œuvres qui ont rendu ces personnages célèbres.
Les timbres sont dessinés par Serge Hochain et le bloc est mis en page par Jean-Paul Cousin. Le tout est imprimé en héliogravure, par cinquante exemplaires pour les timbres de feuille.
Les timbres sont retirés de la vente le 9 juillet 2004 et le bloc le 10 septembre 2004. Environ 987 600 blocs ont été vendus. Concernant les timbres, les chiffres de vente varient d'environ 7 millions d'exemplaires pour Vidocq  à 7,7 millions pour Esméralda, en passant dans l'ordre croissant par Nana, le comte de Monte-Cristo, Claudine et Gavroche.

## Septembre

### Ahmad Shah Massoud 1953-2001
Le 10 septembre, est émis un timbre de 0,50 € à la mémoire d'Ahmad Shah Massoud, chef de guerre afghan, qui meurt assassiné le 9 septembre 2001 alors qu'il lutte contre le régime des talibans.
Le portrait est dessiné d'après une photographie et mis en page par Marc Taraskoff. Le timbre de 2,55  × 4 cm est imprimé en héliogravure en feuille de cinquante exemplaires.
L'émission a lieu alors que Nicole Fontaine est ministre de l'Industrie, donc chargée de l'élaboration du programme philatélique. Elle avait rencontré Massoud lors d'une visite au Parlement européen alors qu'elle en était la présidente.
Il est retiré le 7 mai 2004 et est vendu à environ 4,36 millions d'exemplaires.

### Portraits de régions: la France à voir
Le 10 septembre, dans la série Portraits de régions inaugurée le 26 mai précédent, est émis un bloc-feuillet de dix timbres de 0,50 € sur le thème « la France à voir ». Les timbres sont illustrés de photographies de lieux naturels (le mont Blanc et la pointe du Raz), de monuments (l'arc de triomphe de l'Étoile, le château de Chenonceau et le pont du Gard) et d'éléments de construction typique d'une région (une maison alsacienne, une maison basque, un mas provençal, des toits de Bourgogne et une tour génoise en Corse).
Les timbres et le bloc sont mis en page par Bruno Ghiringhelli et sont imprimés en héliogravure.
Au premier trimestre 2007, le timbre « L'Arc de Triomphe » est réémis sous la forme d'un feuillet de dix timbres se-tenant à des vignettes pré-personnalisées contenant la phrase « J'aime Paris » en dix langues. Les mentions du timbre sont modifiées et la nouvelle valeur faciale est une valeur d'usage « Lettre prioritaire 20g » (0,54 € au 1er octobre 2006). Le feuillet est vendu 8,20 € pour 5,40 € de faciale,.
Le bloc est retiré le 14 décembre 2007.

### Arras, Pas-de-Calais
Le 22 septembre, est émis un timbre touristique de 0,50 € sur la ville d'Arras, préfecture du Pas-de-Calais. Le dessin représente deux rangées de bâtiments entourant la Petite Place (ou place des Héros) et décentré sur la gauche le beffroi.
Le timbre de 8 × 2,55 cm est dessiné et gravé par André Lavergne. Imprimé en taille-douce, le timbre est conditionné en feuille de trente unités.
Retiré de la vente le 7 mai 2004, il s'en vendu à environ 4,2 millions d'exemplaires.

### Jardins de France
Le 29 septembre, est émis un bloc Jardins de France, nouvelle série annuelle, comprenant au sein d'un feuillet illustré deux timbres de 1,90 €. La partie gauche du feuillet représente le parc des Buttes-Chaumont (avec l'île du Belvédère) et dans sa moitié droite le jardin du Luxembourg (avec ses décorations sculptées et le palais), tous deux situés à Paris. La découpe supérieure du bloc imite la forme des grilles des jardins publics.
Le dessin est signé Christian Broutin et mis en page par Valérie Besser. Le bloc est imprimé en héliogravure.
Le bloc reste à la vente jusque fin 2005 par correspondance.

## Octobre

### Pontarlier, Doubs

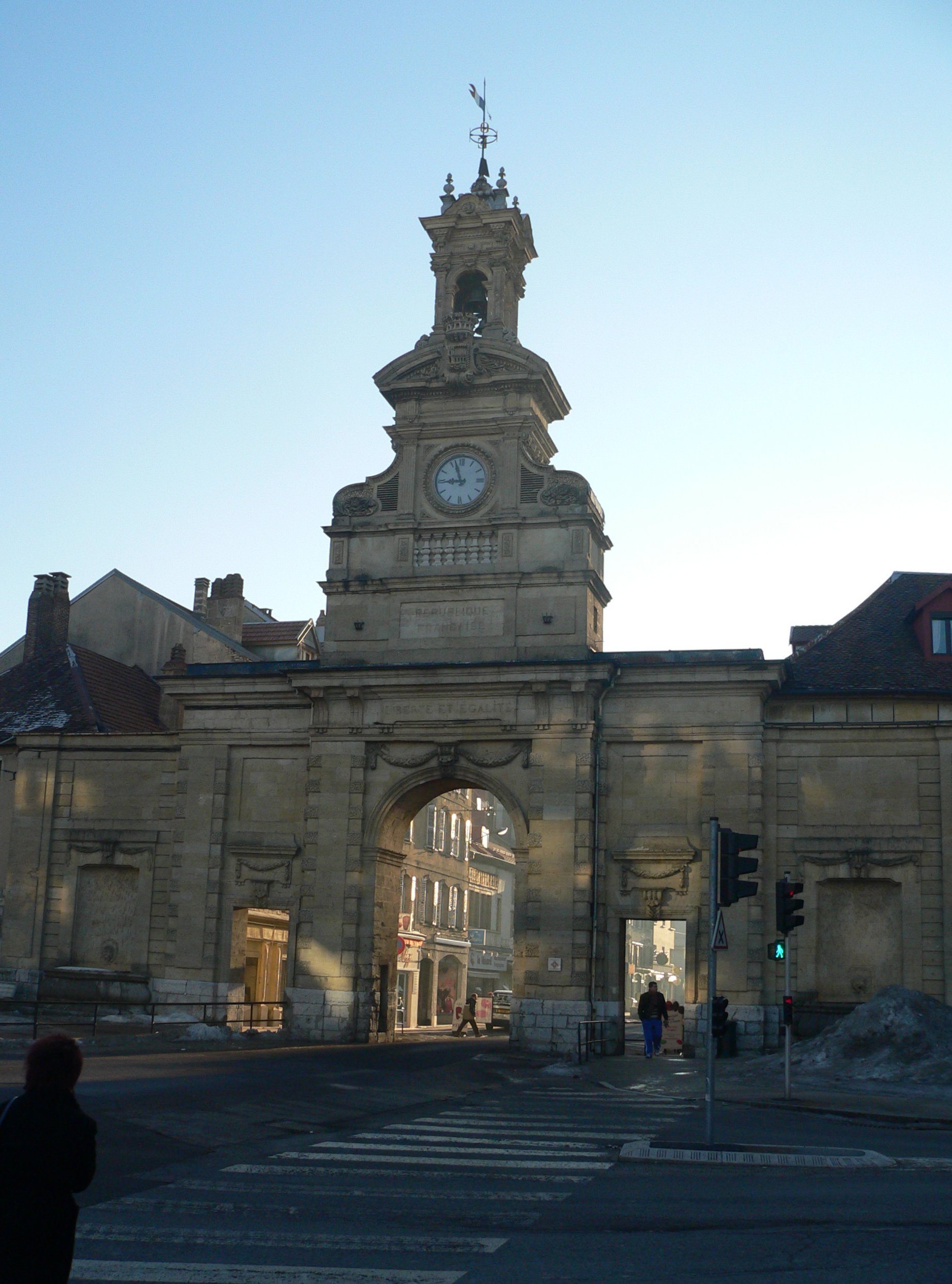
La porte Saint-Pierre dont la partie sommitale est représentée sur le timbre.

Le 13 octobre, est émis un timbre de 0,50 € présentant des détails de la porte Saint-Pierre de Pontarlier, dans le Doubs.
Le timbre est dessiné et gravé par Pierre Albuisson. Imprimé en héliogravure et en taille-douce, il est conditionné en feuille de quarante exemplaires.
Il est retiré de la vente le 7 mai 2004 après la vente d'environ 4,5 millions d'exemplaires.

### Collection Jeunesse: utilitaires et grandes échelles
Le 27 octobre, dans la série annuelle Collection Jeunesse, est émis un feuillet de dix timbres sur des véhicules utilitaires. Cinq timbres sont à 0,20 € et représentent (de haut en bas) un autocar Isobloc type 648 DP 102, un tracteur agricole type 302, un camion de pompiers portant une échelle Delahaye, une voiture postale Renault Kangoo et un autobus parisien Renault de type TN6. Cinq timbres sont à 0,30 € et représentent un véhicule de livraison Berliet 22 HP type M, un camion de chantier Berliet type T100, une voiture de police Citroën, une ambulance Citroën DS et un véhicule de premier secours Hotchkiss. Par paire d'un 0,20 € et d'un 0,30 €, les timbres permettent d'affranchir une lettre simple de moins de 20 grammes.
Les timbres sont dessinés par François Bruère et mis en page par Aurélie Baras. Le feuillet est imprimé en héliogravure.
Il est retiré de la vente le 24 juin 2005.

## Novembre
Début novembre, a lieu le Salon philatélique d'automne, à Paris. Pendant cette manifestation, ont lieu plusieurs mises en vente anticipées de timbres, dont l'émission nationale a lieu le 10 novembre.

### Capitales européennes: Luxembourg
Le 10 novembre, dans la série annuelle Capitales européennes, est émis un feuillet illustré de quatre timbres de 0,50 € sur la ville de Luxembourg, capitale du grand-duché de Luxembourg. Les quatre monuments illustrant les timbres sont la cathédrale Notre-Dame, la Citadelle Saint-Esprit, le palais grand-ducal et le pont Adolphe. Sur le reste du bloc, sont visibles les armoiries du Luxembourg, la Dame en or, le monument Dicky-Lentz et la statue équestre Guillaume II.
Le bloc est dessiné par Jean-Paul Véret-Lemarinier et mis en page par Valérie Besser pour une impression en héliogravure.
Il est retiré de la vente le 24 juin 2005.

### Croix-Rouge: Pierre Mignard,La Vierge à la grappe

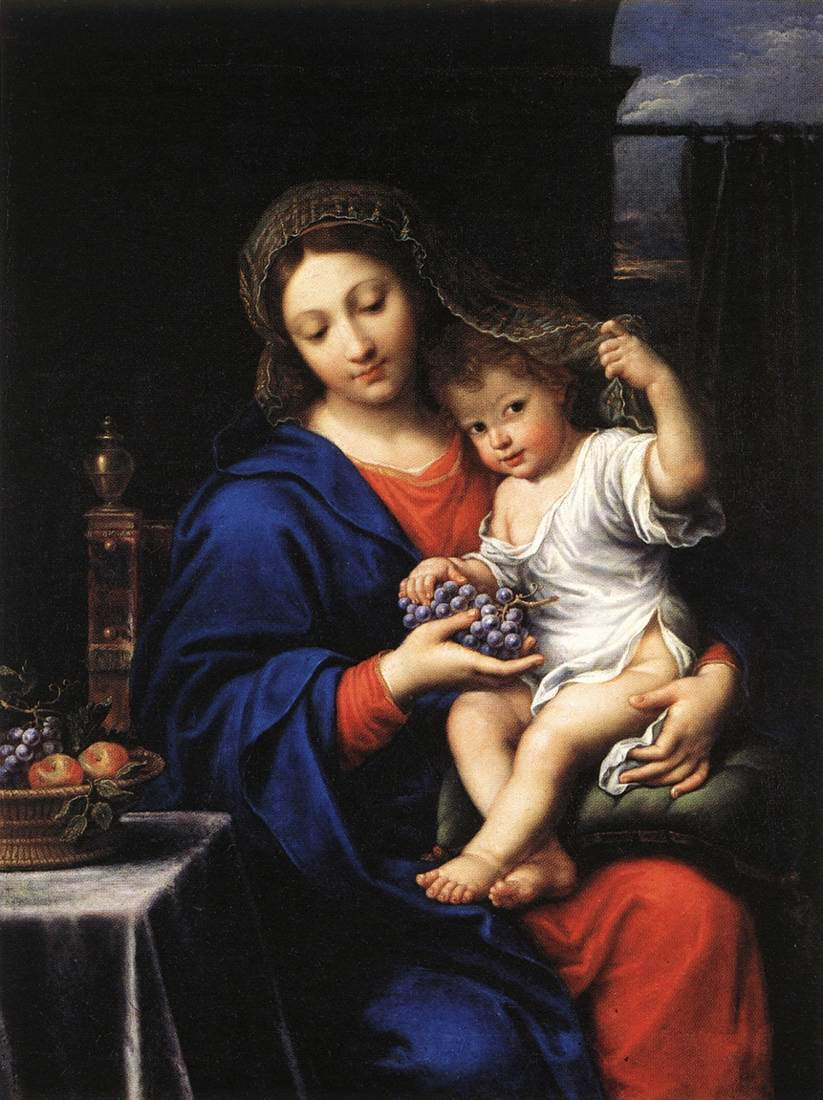
La Vierge à la grappe de Pierre Mignard.

Le 10 novembre, est émis un carnet de dix timbres de 0,50 € sur lesquels est représentée un détail de La Vierge à la grappe, une Vierge à l'enfant de Pierre Mignard (XVIIe siècle), conservée au musée du Louvre. Le carnet est vendu avec une surtaxe de 1,60 € au profit de la Croix-Rouge française.
L'œuvre est mise en page par l'atelier Didier Thimonier. Le carnet est imprimé en héliogravure.
Il est retiré de la vente le 10 septembre 2004. Il s'est écoulé 719 500 carnets.

### Meilleurs vœux
Le 10 novembre, est émis un timbre de 0,50 € pour présenter de « Meilleurs vœux ». La phrase est inscrite en doré sur un fond rouge décoré de petits dessins.
Le timbre est dessiné par Philippe Ravon pour une impression en héliogravure en feuille de cinquante.
Il est retiré de la vente le 28 janvier 2005.

### Meilleurs vœux: rouge-gorge
Le 10 novembre, est émis un timbre de 0,50 € et un carnet de dix timbres autocollants pour présenter de « Meilleurs vœux » à travers un décor hivernal : sur une branche enneigée, un rouge-gorge tient une branche de houx.
Le timbre est dessiné par Christian Broutin. Imprimé en héliogravure, il est conditionné en feuille de cinquante exemplaires ou en carnets de dix timbres autocollants.
Le dessin a également servi pour un feuillet illustré montrant la scène entière de l'arbre enneigé et vendu avec une carte de vœu présentée dans le catalogue de vente par correspondance de fin d'année du Service philatélique de La Poste. La découverte tardive de cette émission par la presse philatélique française et la faiblesse du tirage estimé à 50 000 exemplaires ont entraîné en 2004 une spéculation sur ce bloc-feuillet.
Le timbre de feuille est retiré de la vente le 28 janvier 2005 et le carnet le 24 juin 2005.

### Semeuse de Roty
Le 10 novembre, est émis un carnet de dix timbres autocollants pour le centenaire de la série d'usage courant au type Semeuse. Le carnet se compose de cinq Semeuse rouge de 0,50 € et de cinq Marianne du 14 juillet rouge à validité permanente (TVP) et légende « RF ». Ces derniers timbres sont les seuls de leur graphisme légendé « RF » à être imprimés au type 1 (oreille intacte), et non, au type 2 (oreille coupée en deux) comme depuis le 1er août 2001 pour le TVP rouge.
La Semeuse est l'œuvre d'Oscar Roty regravée par Claude Jumelet pour cette émission. La Marianne du 14 juillet, également gravée par Jumelet, est dessinée par Ève Luquet. Le carnet est imprimé en taille-douce.
Le carnet est retiré de la vente le 27 mai 2005. Le tirage de 650 000 exemplaires n'a pas été diffusé dans tous les bureaux de poste, entraînant des plaintes d'abonnés au service philatélique et une spéculation, de moindre importance que le bloc Rouge-gorge puisque l'émission de ce carnet était annoncé dans la presse philatélique.

### Andy Warhol 1928-1987,Marilyn, 1967
Le 10 novembre, est émis un timbre de 1,11 € en hommage à l'artiste Andy Warhol avec le portrait de Marilyn Monroe.
L'œuvre est mise en page par Aurélie Baras pour une impression en héliogravure en feuille de trente exemplaires.
Le timbre est retiré de la vente le 10 septembre 2004. Il s'en est vendu environ 3,76 millions d'exemplaires.

## Décembre

### Émission conjointe France-Inde
Le 1er décembre, dans le cadre d'une émission conjointe avec l'Inde, sont émis deux timbres de 0,50 € et 0,90 € (tarif d'une lettre simple pour ce pays). Le coq du 0,50 € est extrait d'une enluminure du XVe siècle, le paon du 0,90 d'une parure de joaillerie indienne du XIXe siècle.
Les timbres de 4 × 5,2 cm sont dessinés et gravés par Claude Jumelet pour être imprimé en taille-douce en feuille de trente exemplaires.
Ils sont retirés de la vente le 10 décembre 2004. Le 0,50 € a été vendu à 9 373 550 exemplaires et le 0,90 € à 3 775 169.
Les timbres indiens sont émis en diptyque le 28 novembre 2003, chacun à la valeur de 22 roupies. Ils sont conditionnés en feuille de huit diptyques ou vendus en un bloc-feuillet,.

### Queen Mary 2
Le 18 octobre, est émis un timbre de 0,50 € pour le lancement du paquebot Queen Mary 2 qui quitte le port de Saint-Nazaire le 22 décembre 2003 pour être livré à Southampton, en Angleterre, le 26 décembre. Le timbre est une marine du paquebot stationnant dans un port.
La peinture est l'œuvre de Michel Bez, mise en page par Bruno Ghiringhelli. Imprimé en héliogravure, le timbre de 3 × 4 cm est conditionné en feuille de quarante exemplaires.
Retiré de la vente le 10 septembre 2004, il s'est vendu au total 4 651 000 exemplaires.

## Timbres préoblitérés
Les timbres préoblitérés de France existent continument depuis 1920 pour permettre l'affranchissement et le traitement rapide d'envois en nombre confiés par des entreprises. Depuis le début des années 1990, ce service est dénommé « Postimpact » par La Poste.

### Orchidées
Le 2 juin, sont émis deux timbres préoblitérés pour suivre les nouveaux tarifs postaux des envois en grand nombre. Le 0,30 € du premier échelon (8000 lettres en local ou 20 000 en national) est illustré d'une Orchidée à fleurs vertes (Platanthera chlorantha) et le 0,35 € du deuxième échelon (400 en local ou 1000 en national) d'une orchidée de Savoie (créditée Dactylorhiza savogiensis, il s'agit de Dactylorhiza maculata subsp. savogiensis). Les coins inférieurs droits des deux timbres portent trois quarts de cercles concentriques où est inscrite la mention « LA POSTE 2003 OBLITÉRÉ ».
Les timbres sont dessinés par Gilles Bosquet et mis en page par Valérie Besser pour une impression en offset en feuille de cent unités.
En septembre 2003, ces timbres apparaissent sur des entiers postaux à titre expérimental, toujours pour le service d'envoi en grand nombre.

### Sources
- Catalogue de cotations de timbres de France 2005-2006, éd. Dallay, 2005. Ce catalogue fournit une image des timbres, ainsi que leur intitulé, leurs auteurs, dates d'émission et de retrait, chiffres de vente tronqués le plus souvent au millier (utilisé dans cet article exprimé en millions).
- Le mensuel philatélique Timbres magazine a rapporté de Phil@poste (nouvelle dénomination du SNTP) des chiffres (à l'unité près) de vente de timbres émis en 2003 ou 2004 dans son numéro 64 de janvier 2006 (utilisés si possible dans cet article).